# Tre Madden
Curtis Madden III, detto Tre (Aliso Viejo, 16 agosto 1993), è un giocatore di football americano statunitense che milita nel ruolo di fullback per i Seattle Seahawks della National Football League (NFL).

## Biografia

### Seattle Seahawks
Al college, Madden giocò a football con gli USC Trojans dal 2011 al 2015. Dopo non essere stato scelto nel Draft NFL 2016 firmò coi Seattle Seahawks ma perse tutta la sua prima stagione a causa di un infortunio. Debuttò come professionista partendo come titolare nel primo turno della stagione 2017 contro i Green Bay Packers. Nella settimana 8 ricevette il passaggio più lungo della carriera, su un lancio da 66 yard del quarterback Russell Wilson.